# Anderson Jorge dos Santos
Anderson Jorge Oliveira dos Santos (ur. 23 kwietnia 1972 w Além Paraíba) – brazylijski lekkoatleta, sprinter, płotkarz. Pięciokrotny mistrz Ameryki Południowej, pięciokrotny medalista mistrzostw ibero-amerykańskich, srebrny medalista igrzysk panamerykańskich, uczestnik igrzysk olimpijskich w Atenach.

## Przebieg kariery
W 1995 roku był członkiem brazylijskiej sztafety 4 × 400 m, która sięgnęła po złoty medal mistrzostw Ameryki Południowej. Cztery lata później, również na mistrzostwach kontynentu zdobył złoty medal – nie tylko w sztafecie 4 × 400 m, ale też indywidualnie w biegu na 400 m. Uczestniczył w igrzyskach obu Ameryk w Winnipeg, gdzie zdobył srebrny medal w konkurencji biegu sztafet 4 × 400 m. W ramach ogólnoświatowego czempionatu w Sewilli wystąpił w dwóch konkurencjach biegowych na dystansie 400 m – indywidualnie zajął w półfinale 5. miejsce w grupie, natomiast w biegu sztafet brazylijska ekipa z jego udziałem odpadła w eliminacjach, zajmując 4. miejsce w grupie.
W 2000 roku wziął udział w mistrzostwach ibero-amerykańskich, na których otrzymał trzy medale – złoty w sztafecie 4 × 400 m, srebrny w biegu na 400 m i brązowy w biegu na 400 m ppł. Podczas lekkoatletycznych mistrzostw globu w Edmonton brazylijski zespół z jego udziałem zajął 4. miejsce w finale konkursu biegu sztafet 4 × 400 m.
Był uczestnikiem igrzysk olimpijskich w Atenach, w trakcie których zaliczył start w konkurencji biegu na 400 m. Odpadł w eliminacjach, uzyskując czas 48,77 i zajmując ostatnie 8. miejsce w grupie, jak również 56. miejsce w gronie wszystkich zawodników.
Po raz ostatni w zawodach lekkoatletycznych wystąpił w czerwcu 2009 roku na mistrzostwach kraju, wówczas zawodnik odpadł w eliminacjach rozgrywanych w ramach zmagań w konkurencji biegu na 400 m.

## Osiągnięcia
| Rok     | Zawody                          | Miasto         | Miejsce | Konkurencja        | Wynik   |
| ------- | ------------------------------- | -------------- | ------- | ------------------ | ------- |
| 1995    | Mistrzostwa Ameryki Południowej | Manaus         | złoto   | sztafeta 4 × 400 m | 3:04,93 |
| 1999    | Mistrzostwa Ameryki Południowej | Bogota         | złoto   | bieg na 400 m      | 45,39   |
| 1999    | Mistrzostwa Ameryki Południowej | Bogota         | złoto   | sztafeta 4 × 400 m | 3:02,09 |
| 1999    | Igrzyska panamerykańskie        | Winnipeg       | 7.      | bieg na 400 m      | 45,77   |
| 1999    | Igrzyska panamerykańskie        | Winnipeg       | srebro  | sztafeta 4 × 400 m | 2:58,56 |
| 1999    | Mistrzostwa świata              | Sewilla        | 5. SF   | bieg na 400 m      | 45,67   |
| 1999    | Mistrzostwa świata              | Sewilla        | 4. H    | sztafeta 4 × 400 m | 3:05,70 |
| 2000    | Mistrzostwa ibero-amerykańskie  | Rio de Janeiro | srebro  | bieg na 400 m      | 45,59   |
| 2000    | Mistrzostwa ibero-amerykańskie  | Rio de Janeiro | brąz    | bieg na 400 m ppł  | 50,59   |
| 2000    | Mistrzostwa ibero-amerykańskie  | Rio de Janeiro | złoto   | sztafeta 4 × 400 m | 3:03,33 |
| 2001    | Mistrzostwa Ameryki Południowej | Manaus         | złoto   | bieg na 400 m ppł  | 50,48   |
| 2001    | Mistrzostwa Ameryki Południowej | Manaus         | srebro  | sztafeta 4 × 400 m | 3:06,64 |
| 2001    | Mistrzostwa świata              | Edmonton       | 6. SF   | bieg na 400 m      | 45,83   |
| 2001    | Mistrzostwa świata              | Edmonton       | 4.      | sztafeta 4 × 400 m | 3:01,09 |
| 2003    | Mistrzostwa Ameryki Południowej | Barquisimeto   | srebro  | bieg na 400 m      | 46,07   |
| 2003    | Mistrzostwa Ameryki Południowej | Barquisimeto   | złoto   | sztafeta 4 × 400 m | 3:05,28 |
| 2003    | Mistrzostwa świata              | Paryż          | 6. SF   | bieg na 400 m      | 45,94   |
| 2004    | Mistrzostwa ibero-amerykańskie  | Huelva         | 5.      | bieg na 400 m      | 45,65   |
| 2004    | Mistrzostwa ibero-amerykańskie  | Huelva         | srebro  | sztafeta 4 × 400 m | 3:06,19 |
| 2004    | Igrzyska olimpijskie            | Ateny          | 8. H    | bieg na 400 m      | 48,77   |
| 2005    | Mistrzostwa świata              | Helsinki       | 6. H    | bieg na 400 m      | 46,32   |
| 2006    | Halowe mistrzostwa świata       | Moskwa         | 4. H    | bieg na 400 m      | 48,19   |
| 2006    | Mistrzostwa ibero-amerykańskie  | Ponce          | 5.      | bieg na 400 m      | 47,09   |
| 2006    | Mistrzostwa ibero-amerykańskie  | Ponce          | brąz    | sztafeta 4 × 400 m | 3:25,18 |
| 2007    | Igrzyska panamerykańskie        | Rio de Janeiro | 6.      | sztafeta 4 × 400 m | 3:05,87 |
| Źródło: |                                 |                |         |                    |         |

Dwa razy w karierze wywalczył tytuł mistrza Brazylii, za każdym razem w konkurencji biegu na 400 m – w 2003 i 2004 roku.

## Rekordy życiowe
- bieg na 100 m – 10,85 (30 kwietnia 2000, Knoxville)
- bieg na 200 m – 21,48 (6 maja 2007, Ibirapuera Park)
- bieg na 400 m – 45,39 (25 czerwca 1999, Bogota)
- bieg na 800 m – 1:50,69 (2 czerwca 2001, Atlanta)
- sztafeta 4 × 400 m – 2:58,56 (30 lipca 1999, Winnipeg)

Halowe
- bieg na 400 m – 47,36 (16 lutego 2003, Magglingen)

Źródło: 